# Dirk Verbeek
Dirk Verbeek (Amsterdam, 29 oktober 1883 - Laren, 6 juli 1954) was een Nederlandse toneelleider, acteur en regisseur.
Verbeek was aanvankelijk journalist. Hij werd opgeleid tot acteur door Eduard Verkade en vertolkte decennialang vele rollen. Als toneeldirecteur had hij een groot aandeel in het vernieuwen van de toneelkunst in Nederland in de eerste helft van de twintigste eeuw. Zijn opvatting was dat een acteur de persoon die hij voor moet stellen niet moet spelen, maar zijn. Daarmee was hij een vroege voorvechter van wat later method acting ging heten.

## Levensloop

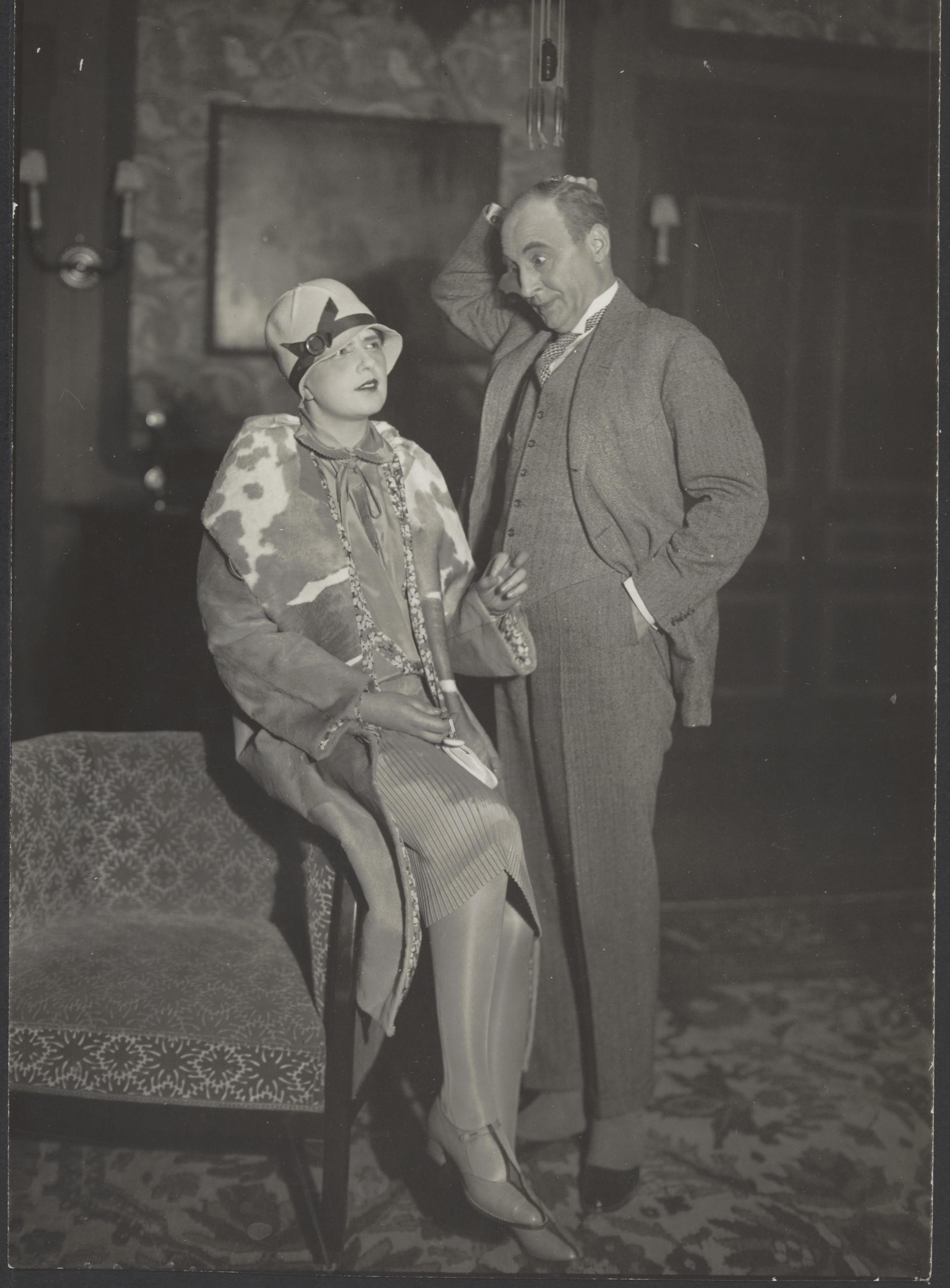
Verbeek met Minny ten Hove (1927)

Verbeek was hoofdredacteur van de in Batavia gevestigde Java-Bode op het moment dat Eduard Verkade met zijn toneelgezelschap de Hagespelers een tournee maakte door Nederlands-Indië. Verbeek sloot zich bij het gezelschap aan en speelde onder andere Laërtes in Hamlet. In augustus 1915 kwam Verbeek terug naar Nederland en vestigde zich in Den Haag om te gaan acteren bij de Haghespelers.
In 1920 verhuisde Verbeek naar Amsterdam, waar hij het jaar daarop, samen met Bets Ranucci-Beckman en de acteursechtparen Lobo-Braakensiek en Van Kerckhoven-Kling, het toneelgezelschap Comoedia oprichtte, dat ging spelen in het Centraal Theater in Amsterdam. In 1924 fuseerde Comoedia met de Haghespelers tot het gezelschap Vereenigd Tooneel, onder directie van Verkade en Verbeek. Na de opheffing van het Vereenigd Tooneel in 1930 was Verbeek verbonden aan de Koninklijke Vereeniging Het Nederlandsch Tooneel, de vaste bespeler van de Amsterdamse Stadsschouwburg.
Na enkele jaren werd hij aangenomen bij het Vereenigd Rotterdamsch-Hofstad Tooneel van Cor van der Lugt Melsert. Verbeek verhuisde terug naar Den Haag en kreeg, toen het gezelschap in 1938 uiteenviel, de leiding van het nieuw opgerichte Residentie Tooneel, samen met Bets Ranucci-Beckmann. Daar bleef hij directeur tot hij zich in 1947, na een conflict met de Haagse Kunststichting over de te volgen koers, terugtrok. Verbeek overleed in Laren op 8 juli 1954.

## Privé
Verbeek is op 16 juli 1908 in Amsterdam getrouwd met Agnes Vissers. Het huwelijk dat kinderloos bleef werd omstreeks 1914 ontbonden. In 1921 ging Verbeek samenwonen met Bets Ranucci-Beckman; ook deze relatie bleef kinderloos. Zij trouwden op 7 maart 1941 in Den Haag. Tijdens de oorlogsjaren woonde de illustratrice en ontwerpster Rie Cramer bij hen in. In 1947 gingen zij op hun beurt inwonen bij Rie Cramer in Laren.